# Мартин Димитров (актьор)
Мартин Димитров е български актьор.

## Биография
Роден е на 16 декември 1992 г. в град София.
През 2015 г. завършва НАТФИЗ „Кръстю Сарафов“ със специалност „Актьорско майсторство за драматичен театър“ в класа на проф. Иван Добчев.

### Актьорска кариера

#### Кариера в театъра
Димитров започва обучението си като актьор в школата на Малин Кръстев към Младежкия театър „Николай Бинев“.
Играе в Народния театър „Иван Вазов“ и Театрална работилница „Сфумато“, а от 2018 г. е част от трупата на Театър „София“.

#### Кариера в киното и телевизията
Димитров има редица роли в киното и телевизията, измежду които са „На границата“, „18“, „Безкрайната градина“ и „Братя“.
Снима се в музикални клипове и реклами.

#### Кариера в дублажа
Димитров се занимава с дублаж на анимации, записани в студиата „Александра Аудио“ и „Про Филмс“ от 2012 г.

## Участия в театъра
Народен театър „Иван Вазов“
1. „Козата или коя е Силвия?“ от Едуард Олби – режисьор Явор Гърдев[5][6][7]
2. 2012 – „Хамлет“ от Уилям Шекспир – режисьор Явор Гърдев[8][9][10]
3. 2014 – „Жана“ от Ярослава Пулинович – режисьор Явор Гърдев[11][12][13]
4. 2018 – Мъжът в „Наблюдателите (Хипотеза за отвъдното)“ от Константин Илиев – режисьор Явор Гърдев[14][15]

Театър НАТФИЗ
1. „Код: Сазонов“, по разкази на Аркадий Аверченко – постановка Албена Георгиева и Стилиян Петров[16]
2. „Продадено“ (по „Вишнева градина“ на Антон Чехов) – постановка Маргарита Младенова[17]

Театрална работилница „Сфумато“
1. „Палата номер 6“ от Антон Чехов – режисьор Боян Крачолов[18][19]
2. „Февруари“ – режисьор Ованес Торосян[20][21]

Сдружение КЛАС
- „Сън в лятна нощ“ на Уилям Шекспир – режисьор Юлиян Петров, превод Валери Петров[22][23]

Театър „София“
1. „Госпожа Министершата“ от Бранислав Нушич – режисьор Недялко Делчев[24][25]
2. „Покана за вечеря“ от Оля Стоянова – режисьор Тея Сугарева[26]
3. „Нощта на 16-ти януари“ от Айн Ранд – режисьор Пламен Марков[27][28]
4. „Анна Каренина“ от Лев Толстой – режисьор Николай Поляков[29][30]
5. „Франкенщайн“ от Ник Диър – спектакъл на Стайко Мурджев[31][32][33][34]
6. 2018 – „Закачане“ – режисьор Неда Соколовска[35][36][37][38]
7. 2019 – „Съгласие“ от Нина Рейн – режисьор Недялко Делчев[39][40][41][42]
8. 2020 – „На четири уши и унижението“ от Питър Шафър – режисьор Тея Сугарева[43][44][45]
9. 2022 – „Лулу“ от Франк Ведекинд – режисьор Крис Шарков[46][47][48]

## Филмография
- „На границата“ (2014) – Валентин
- „18“ (2015)
- „Безкрайната градина“ (2017) – Филип
- „Братя“ (2020) – Радослав Андреев
- „Четири достоверни истории за една абсурдна вечер“ (2022) - Петър
- „Клетката" (2023) – Тодор Арнаудов – Тото[49]

## Роли в дублажа
- „Гномчета вкъщи“
- „Камбанка и тайната на крилете“
- „Ние, мечоците“
- „Овца или вълк“
- „Юникити“